# 格伦·黑根
格伦·卡萨宾·黑根（英語：Glenn Kassabin Hagan，1955年6月25日—），美国NBA联盟职业篮球运动员。他在1978年的NBA选秀中第2轮第43顺位被费城76人选中。